# Alapaha
Alapaha és una població dels Estats Units a l'estat de Geòrgia. Segons el cens del 2000 tenia 682 habitants.

## Demografia
Segons el cens del 2000, Alapaha tenia 682 habitants, 270 habitatges, i 194 famílies. La densitat de població era de 263,3 habitants per km².
Dels 270 habitatges en un 34,8% hi vivien nens de menys de 18 anys, en un 43,7% hi vivien parelles casades, en un 24,4% dones solteres, i en un 28,1% no eren unitats familiars. En el 24,8% dels habitatges hi vivien persones soles l'11,1% de les quals corresponia a persones de 65 anys o més que vivien soles. El nombre mitjà de persones vivint en cada habitatge era de 2,53 i el nombre mitjà de persones que vivien en cada família era de 3,05.
Per edats la població es repartia de la següent manera: un 27,7% tenia menys de 18 anys, un 9,5% entre 18 i 24, un 25,2% entre 25 i 44, un 23,6% de 45 a 60 i un 13,9% 65 anys o més.
L'edat mediana era de 36 anys. Per cada 100 dones de 18 o més anys hi havia 78 homes.
La renda mediana per habitatge era de 22.422 $ i la renda mediana per família de 27.679 $. Els homes tenien una renda mediana de 26.250 $ mentre que les dones 18.800 $. La renda per capita de la població era d'11.925 $. Entorn del 21,5% de les famílies i el 21,3% de la població estaven per davall del llindar de pobresa.

## Poblacions més properes
El següent diagrama mostra les poblacions més properes.